# Аврамковщина
Аврамковщина (укр. Аврамківщина) — село,
Груньский сельский совет, Ахтырский район, Сумская область, Украина.
Код КОАТУУ — 5920382402. Население по переписи 2001 года составляет 101 человек.

## Географическое положение
Село Аврамковщина находится на расстоянии в 3 км от правого берега реки Грунь.
На расстоянии в 1 км расположено село Шолудьки.
Село окружают небольшие лесные массивы (дуб).